# Barátaim jobb élete
A Barátaim jobb élete (eredeti cím: Friends with Better Lives) 2014-ben bemutatott amerikai televíziós sorozat. A műsor alkotója Dana Klein, a történet pedig hat barát életébe enged betekintést. A főszereplők közt megtalálható James Van Der Beek, Majandra Delfino, Zoe Lister-Jones, Brooklyn Decker és Rick Donald.
A sorozatot az Amerikai Egyesült Államokban a CBS mutatta be 2014. március 31-én, de 8 rész után levette műsorról, a maradék 5 rész pedig az Amazonra került fel. Magyarországon a Fox tűzte műsorra 2015. március 6-án.

## Cselekmény
A sorozat hat, hasonló korú barát magánéletébe és párkapcsolati életébe enged betekintést. Andi és Bobby boldog házasok és ket gyerek szülei, de néha visszavágynak azokba az időkbe, amikor nem nyomta ennyi felelősség a vállukat. Will frissen vált és az agglegényéletet magasztalja, de valójában még mindig szerelmes a volt nejébe. Jules és Lowell épp a házasságra készülnek, miután utóbbi megkérte előbbi kezét, ez azonban felbossszantja a cégvezető Kate-et, akinek nincs szerencséje a férfiaknál. Amikor hatan találkoznak mindig elgondolkodnak azon, hogy melyiküknek is jött be jobban az élet.

## Szereplők
| Szereplő      | Színész            | Magyar hang        |
| ------------- | ------------------ | ------------------ |
| Bobby Lutz    | Kevin Connolly     | Moser Károly       |
| Andi Lutz     | Majandra Delfino   | Sipos Eszter Anna  |
| Will Stokes   | James Van Der Beek | Markovics Tamás    |
| Jules Talley  | Brooklyn Decker    | Czető Zsanett      |
| Kate McLean   | Zoe Lister-Jones   | Bogdányi Titanilla |
| Lowell Peddit | Rick Donald        | Dányi Krisztián    |

## Epizódok
| Sor. | Év. | Cím                                      | Rendező         | Író                                        | Premier                             | Nézettség   | Gyártási szám |
| ---- | --- | ---------------------------------------- | --------------- | ------------------------------------------ | ----------------------------------- | ----------- | ------------- |
| 1.   | 1.  | Az évforduló (Pilot)                     | James Burrows   | Dana Klein                                 | 2014. március 31. 2015. március 6.  | 7,63 millió | 1AWT79        |
| 2.   | 2.  | Meglepetések (Window Pain)               | Todd Holland    | Adam Chase                                 | 2014. április 14. 2015. március 15. | 5,69 millió | 1AWT02        |
| 3.   | 3.  | Csajvadászat (Game Sext Match)           | Fred Savage     | Justin Nowell                              | 2014. április 21. 2015. március 15. | 5,41 millió | 1AWT06        |
| 4.   | 4.  | Az álomesküvő (Pros and Cons)            | Fred Savage     | Kate VanDevender                           | 2014. április 28. n.a.              | 6,11 millió | 1AWT04        |
| 5.   | 5.  | Az ezermester (The Bicycle Thieves)      | Fred Savage     | Michael Markowitz                          | 2014. május 5. n.a.                 | 4,98 millió | 1AWT05        |
| 6.   | 6.  | A biciklitolvajok (Yummy Mummy)          | Victor Gonzalez | Nastaran Dibai                             | 2014. május 12. n.a.                | 4,81 millió | 1AWT07        |
| 7.   | 7.  | Anya vagy banya? (Cyrano de Trainer-Zac) | Fred Savage     | Michael Markowitz                          | 2014. május 19. n.a.                | 5,13 millió | 1AWT08        |
| 8.   | 8.  | A bábmester (Something New)              | Phill Lewis     | Michael Markowitz , Justin Nowell          | 2014. május 26. n.a.                | 5,31 millió | 1AWT09        |
| 9.   | 9.  | Társkeresők (Surprises)                  | Todd Holland    | David Hemingson                            | 2014. szeptember 30. (Amazon) n.a.  | n.a.        | 1AWT01        |
| 10.  | 10. | A rendes pasi (Deceivers)                | Todd Holland    | Stephanie Furman Darrow                    | 2014. szeptember 30. (Amazon) n.a.  | n.a.        | 1AWT03        |
| 11.  | 11. | Kutyakomédia (No More Mr. Nice Guy)      | Bob Koherr      | Stephanie Furman Darrow , Kate VanDevender | 2014. szeptember 30. (Amazon) n.a.  | n.a.        | 1AWT10        |
| 12.  | 12. | A lelki társak (The Lost and Hound)      | Phill Lewis     | Daniel Spector , Jessica Polonsky          | 2014. szeptember 30. (Amazon) n.a.  | n.a.        | 1AWT11        |
| 13.  | 13. | A boldogító igen (The Imposters)         | Bob Koherr      | Adam Chase , Nastaran Dibai                | 2014. szeptember 30. (Amazon) n.a.  | n.a.        | 1AWT12        |